# Volitve v Evropski parlament 2004
Volitve v Evropski parlament 2004 so potekale med 10. in 13. junijem 2004 v državah članicah Evropske unije. 6. sestava Evropskega parlamenta je štela 723 poslanskih mest, od katerih je največ (36,6 %) osvojila Evropska ljudska stranka s predsednikom Hans-Gertom Pötteringom. Glasovnice so bile preštete takoj po dnevu volitev v vsaki državi, vendar so bili rezultati razglašeni šele po 13. juniju, da ne bi razglasitev vplivala na potek volitev v ostalih državah. Izjema je bila Nizozemska, kjer so volitve potekale prvi dan in je vlada objavila delne rezultate takoj po zaprtju volišč, zaradi česar je državi grozil postopek pred Evropsko komisijo.
Volitve so prvič potekale v desetih novih članicah, ki so se Uniji pridružile malo več kot mesec dni prej, 1. maja 2004: Ciper, Češka, Estonija, Latvija, Litva, Madžarska, Malta, Poljska, Slovaška in Slovenija. Na volitvah v Sloveniji 13. junija so volivci izbirali 7 evroposlancev. Udeležilo se jih je 461.879 volivcev oziroma 28,35 % volilnih upravičencev. Največ, 23,57 % glasov, je osvojila stranka Nova Slovenija, sledila je skupna lista LDS in DeSUS z 21,91 % glasov, na tretjem mestu (17,65 % glasov) pa je bila stranka SDS. Udeležba v Sloveniji je bila 28,35 %.

## Izvoljeni poslanci
Glej seznam: Evropski poslanci iz Slovenije (2004-2009)